# Forever the Sickest Kids
Forever the Sickest Kids es una banda de Pop Punk estadounidense de North Richland Hills, Texas, que están en el sello Universal Motown Records Group. En el número 228 de Alternative Press, el grupo fue elegido como la principal banda underground en "22 Mejores Bandas Underground (que" es probable que se quede metro de largo). Su primer EP,  Television Off, Party On, fue lanzado el 3 de julio de 2007. Su álbum debut, Underdog Alma Mater, fue puesto en venta el 29 de abril de 2008. La primera parte de su nuevo mini-LP de tres partes (una colección titulada 3P), The Weekend: Friday, fue puesto en venta el 17 de noviembre de 2009, con las otras dos partes de un conjunto de primavera / verano de 2010 la liberación llamó The Saturday y The Friday.

## Historia

### Formación yUnderdog Alma Mater(2006-2008)
Mientras navegaba en PureVolume, el cantante Jonathan Cook accidentalmente gastó $ 350 que la banda no tenía que recibir una colocación de la primera página de una canción que también ellos no tenían. Por esta razón, ellos entraron en el estudio y escribieron "Hey Brittany", .luego la grabaron con su productor Geoff Rockwell en cuestión de días. Desde que fue publicado, "Hey Brittany ha ganado muchos juegos de internet y provocó una guerra de ofertas entre ocho sellos discográficos. [cita requerida] El 24 de abril de 2007, Universal Motown salió victorioso, y lanzaron el EP ede la banda "Television Off, Party On" el 3 de julio. Los lanzamientos de "The Sickest Warped Tour EP" y el "Hot Party Jamz EP" pronto le seguirían. [cita requerida] El primer sencillo de la banda, "Whoa Oh! (Me vs Everyone)", fue lanzado el 20 de abril de 2008. Su álbum debut Underdog Alma Mater fue Lanzado el 29 de abril, y su segundo sencillo, "She's a Lady", fue lanzado el 14 de julio.
La banda apoyo a All Time Low y The Rocket Summer en la gira de 2008 Alternative Press del 14 de marzo al 2 de mayo. La banda tocó con Metro Station, The Cab, Danger Radio y The Maine en su primera gira, y más tarde participó en el Vans Warped Tour 2008. Aparecieron en Late Night with Conan O'Brien el 12 de junio, interpretando su sencillo "Whoa Oh! (Me vs Everyone)". La banda se dirigió a Tokio, Japón para actuar en el festival anual Summer Sonic. A finales de septiembre, la banda realizó una breve gira como cabeza de cartel en el Reino Unido, después de Cobra Starship, el cabeza de cartel original, después de posponerse su gira. La banda también celebró la gira Sassy Back a lo largo de octubre y noviembre con Cobra Starship, Hit the Lights, y Sing it Loud.

## Underdog Alma Mater Edición de Lujo (2009)
En junio de 2008, se decidió que el álbum debut de la banda de estudio, Underdog Alma Mater, sería relanzado como una Edición de Lujo el 7 de julio de 2009. Este disco de lujo cuenta con las canciones originales, más 17 temas inéditos, demos y canciones acústicas.
El 26 de abril de 2009, los miembros de Forever the Sickest Kids, We The Kings, The Tattle-Tales, y varias personas más resultaron heridas en un incidente con el Departamento de Policía de Filadelfia, en el Teatro de las Artes Vivas, Travis Clark, de We The Kings, dijo, "Los policías de Philadelphia nos acaba de golpear por cambio de nada!".
La banda también tocó en el 2009 Vans Warped Tour del 22 de julio al 23 de agosto.

## The Weekend: Friday (2009)
El 17 de noviembre de 2009, la banda lanzó el primero de tres mini-LP (una colección titulada 3P) llamado The Weekend: Friday. Las otras dos partes de las 3P, The Weekend: Saturday y The Weekend: Sunday, se fijaron para ser lanzados en el otoño 2010/verano 2011. El primer sencillo de The Weekend: Friday fue "What do you want from me?". El video musical fue lanzado ese mismo mes.
Forever the Sickest Kids junto con We The Kings apoyaron a You Me at Six en su tour agotado en el Reino Unido, que comenzó el 9 de marzo de 2010 hasta el 20. 
El video de "She Likes (Bittersweet Love)" tiene dos videos precuela que cuentan la historia de la construcción hasta el estreno del video musical.
Los chicos apoyarona a The Downtown Fiction, All Time Low, Boys Like Girls, Third Eye Blind, y LMFAO en el Bamboozle Roadshow 2010. Junto con numerosos otros actos de apoyo, incluidas 3OH!3, Good Charlotte, Cartel, y Simple Plan.
La banda está haciendo la segunda entrega de la serie The Weekend con el productor David Bendeth. Un sencillo del próximo álbum de 2010 The Weekend: Saturday fue publicado en YouTube el 5 de junio de 2010. Se llama Keep on Bringing Me Down. Otra canción se filtró, está titulada "Get Over Yourself", en YouTube también. The Weekend: Saturday, va a ser material de larga duración y será lanzado a principios de 2011.
Forever the Sickest Kids recientemente terminó "The Summer Camp for the Dope Awesome Kids Tour", que presenta The Scene Aesthetic, The Set Ready, A Cursive Memory y Phone Call from Home.
En octubre de 2010, Forever the Sickest Kids estarán apoyando Bowling for Soup en su gira por el Reino Unido, junto con A (Banda) and The Dollyrots.

## Miembros de la Banda
- Jonathan Cook – Voz principal
- Austin Bello – Bajo
- Caleb Turman– Guitarra principal
- Kyle Burns – Batería

## Antiguos miembros
- Kent Garrison - Teclados
- Marc Stewart – Guitarra rítmica

## Discografía

### Álbumes de estudio
| Año  | Detalles de Álbum                                  | Posición en las Listas | Posición en las Listas | Posición en las Listas |
| Año  | Detalles de Álbum                                  | US                     | US Rock                | US Alt.                |
| ---- | -------------------------------------------------- | ---------------------- | ---------------------- | ---------------------- |
| 2008 | Underdog Alma Mater - Disquera: Universal Motown   | 45                     | 13                     | 9                      |
| 2009 | The Weekend: Friday - Disquera: Universal Motown   | 107                    | —                      | —                      |
| 2010 | The Weekend: Saturday - Disquera: Universal Motown | —                      | —                      | —                      |

EP
| Año  | Título de Álbum            | Billboard 200 peak |
| ---- | -------------------------- | ------------------ |
| 2007 | Television Off, Party On   | —                  |
| 2007 | The Sickest Warped Tour EP | —                  |
| 2008 | Hot Party Jamz             | —                  |

### Sencillos
| Año                                                                 | Sencillo                     | Posición en las Listas | Posición en las Listas | Posición en las Listas | Álbum                 |
| Año                                                                 | Sencillo                     | US Pop                 | US Main                | JAP                    | Álbum                 |
| ------------------------------------------------------------------- | ---------------------------- | ---------------------- | ---------------------- | ---------------------- | --------------------- |
| 2008                                                                | Whoa Oh! (Me vs. Everyone)   | 34                     | 38                     | 1                      | Underdog Alma Mater   |
| 2008                                                                | She's a Lady                 | 65                     | 21                     | 9                      | Underdog Alma Mater   |
| 2010                                                                | "What Do You Want From Me"   | —                      | —                      | —                      | The Weekend: Friday   |
| 2010                                                                | She Likes (Bittersweet Love) | —                      | —                      | —                      | The Weekend: Friday   |
| 2010                                                                | "Keep on Bringing Me Down"   | —                      | —                      | —                      | The Weekend: Saturday |
| El signo "-" representa los sencillos que no han sido lanzados aún. |                              |                        |                        |                        |                       |

### Complilaciones
- Punk Goes Crunk: Contribución "Hombres de Negro", Originalmente por Will Smith
- Punk Goes Classic Rock: Contribución "Crazy Train", Originalmente por Ozzy Osbourne
- Punk Goes Pop 5: Contribución "We Found Love", Originalmente por Rihanna featuring Calvin Harris

### Apariciones como Invitado
- 2009 - "Jumping (Out The Window) (The Remix) [Guitar Down Version]" por Ron Browz (ft. Forever the Sickest Kids)
- 2010 - "Um Lance, Não Um Romance" por Cine (ft. Forever the Sickest Kids)

### Otros Medios
"Whoa Oh! (Me vs Everyone)" apareció en comerciales para diversos productos de Nerf. El comercial también contó con la banda tocando la canción. Una segunda versión de la canción fue lanzada más tarde con Selena Gomez. Forever the Sickest Kids también ayudó en la elaboración de su álbum, Kiss & Tell.
La banda también apareció en un episodio de Silent Library.
"What do you want from me?" fue utilizada en los créditos finales de Diary of a Wimpy Kid, fue presentado también en comerciales para diversos productos de Nerf, y fue lanzado un sencillo en iTunes como "What do you want from me (Diary of a Wimpy Kid Mix).